# 防疫泡泡

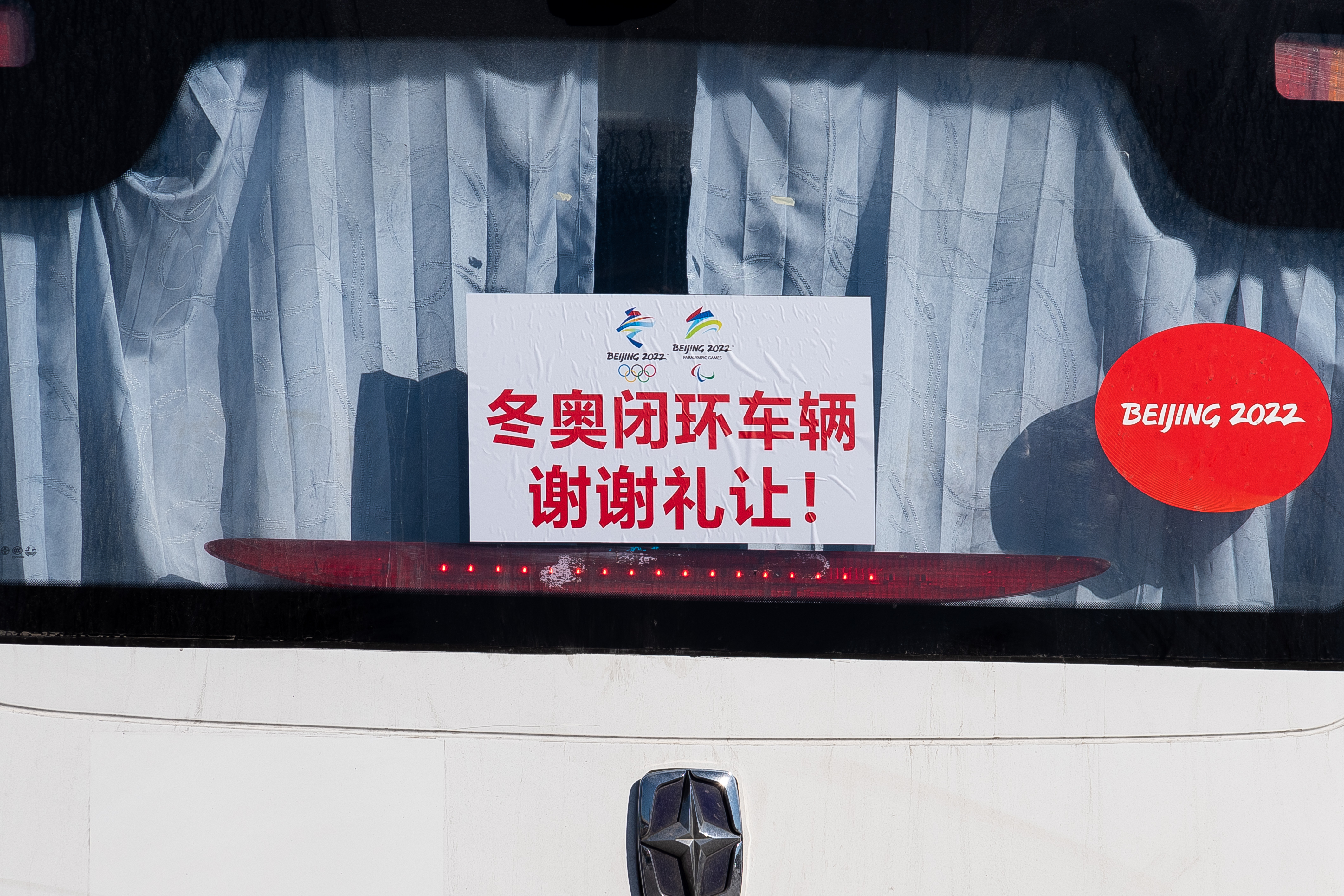
2022年冬季奥林匹克运动会闭环车辆在车尾张贴专用标识，提示其他车辆及行人礼让

防疫泡泡是指一类闭环防疫系统，该类系统曾在2019冠状病毒病疫情期间应用于2021年东京奥运会和2022年北京冬奥会。

## 运作方式
防疫泡泡主要通过将人群隔离开的方式来实现疫情防控。例如在2022年北京冬奥会期间，防疫泡泡由相互连接的迷你“泡泡”闭环网络构成，这个闭环包含与赛事相关的体育场馆、会议中心、酒店和交通系统等场合。所有来自中国以外地区参赛的运动员及工作人员均只能在这个闭环网络内活动，进而实现了与北京的其他部分完全隔离。

## 应用
防疫泡泡除了在2021年东京奥运会和2022年北京冬奥会的赛事活动中被应用外，也在其它领域有所涉及。例如2022年6月，四川省官方发布的《扎实稳住经济增长若干政策措施》中，将防疫泡泡作为“有序推进企业保产保供”中的应急预案。